# Rene Ranger
Rene Ranger (ur. 30 września 1986 w Whangarei) – profesjonalny rugbysta nowozelandzki, zawodnik nowozelandzkiej drużyny Blues. Zawodnik znany z bardzo "fizycznego" i "agresywnego" stylu gry.

## Kariera
Karierę zawodniczą rozpoczął w klubie Northland w roku 2006. Zadebiutował we franczyzie Blues w roku 2009.
Na sezon 2013-14 podpisał kontrakt z drużyną Montpellier na okres trzech lat, pomimo dobrych wyników zawodnik starał się o wcześniejsze rozwiązanie kontraktu aby móc ponownie wystąpić w reprezentacji narodowej (przy selekcji brani pod uwagę są tylko zawodnicy grający w drużynach nowozelandzkich), pomimo początkowych problemów klub i zawodnik doszli w końcu do porozumienia i od sezonu 2016 Ranger reprezentował barwy North Harbour oraz Blues.
Pod koniec sezonu 2017 zawodnik postanowił powrócić do francuskiej ligi Top 14 podpisując kontrakt z zespołem Stade Rochelais, rozegrał z nią 7 meczów i pod koniec sezonu 2017/2018 wrócił do Nowej Zelandii.

## Życie prywatne
18 kwietnia 2009 w Matakana, na północy Auckland miał miejsce incydent w wyniku którego Rene został oskarżony o napaść. W wyniku tej sytuacji zawodnik został zawieszony na jeden mecz przez swój klub i został skierowany na kurs radzenia sobie z alkoholem, zawodnik został oczyszczony z zarzutów w procesie sądowym.